# 아와이케다역
아와이케다역(일본어: 阿波池田駅)은 일본 도쿠시마현 미요시시에 있는 시코쿠 여객철도 도산 선의 역이다. 역 번호는 D 22 · B 25이며, 섬식 승강장 3면 5선의 구조를 지닌 지상역이다. 이 외에도 도쿠시마 선의 열차와도 상호 운행되고 있다.

## 이용 현황
| 연도     | 하루 평균 승차 인원 | 연도     | 하루 평균 승차 인원 |
| 1995년도 | 1,386               | 2003년도 | 953                 |
| 1996년도 | 1,368               | 2004년도 | 882                 |
| 1997년도 | 1,270               | 2005년도 | 878                 |
| 1998년도 | 1,220               | 2006년도 | 834                 |
| 1999년도 | 1,189               | 2007년도 | 803                 |
| 2000년도 | 1,121               | 2008년도 | 754                 |
| 2001년도 | 1,060               | 2009년도 | 739                 |
| 2002년도 | 985                 |          |                     |
| -------- | ------------------- | -------- | ------------------- |

## 역 주변
- 미요시 시청
- 아와이케다 버스 터미널
- 미요시 시 이케다 종합체육관
- 이케다 케이블 네트워크
- 국도 제32호선 · 국도 제192호선
- 이케다 댐

## 역사
- 1914년 3월 25일 : 개업.
- 1987년 4월 1일 : 민영화에 따라, 시코쿠 여객철도로 이관.

## 인접 정차역
| 시코쿠 여객철도 도산 선        | 시코쿠 여객철도 도산 선 | 시코쿠 여객철도 도산 선 |
| ------------------------------ | ----------------------- | ----------------------- |
| D 21 · B 24 쓰쿠다 다도쓰 방면 | 도산 선                 | 미나와 D 23 고치 방면   |